# Stöde landskommun
Stöde landskommun var en tidigare kommun i Västernorrlands län. Centralort var Stöde och kommunkod 1952–73 var 2204.

## Administrativ historik
Stöde landskommun inrättades den 1 januari 1863 i Stöde socken i Medelpad  när 1862 års kommunalförordningar trädde i kraft. Kommunen förblev opåverkad av kommunreformen 1952.
År 1971 infördes enhetlig kommuntyp och Stöde landskommun ombildades därmed, utan någon territoriell förändring, till Stöde kommun. Tre år senare uppgick dock kommunen i Sundsvalls kommun.

### Kyrklig tillhörighet
I kyrkligt hänseende tillhörde kommunen Stöde församling.

## Kommunvapnet
Blasonering: I fält av silver två korslagda blåa yxor åtföljda av sex röda fembladiga blommor.
Detta vapen fastställdes av Kungl. Maj:t den 28 juni 1962. Se artikeln om Sundsvalls kommunvapen för mer information.

## Geografi
Stöde landskommun omfattade den 1 januari 1952 en areal av 672,20 km², varav 629,30 km² land.

### Tätorter i kommunen 1960
I Stöde landskommun fanns tätorten Stöde, som hade 936 invånare den 1 november 1960. Tätortsgraden i kommunen var då 22,6 procent.

## Politik

### Mandatfördelning i valen 1938-1970
| 2 | 17 | 5 | 5 |  |

| 30 |

| 2 | 14 | 8 | 5 |  |

| 28 |

| 5 | 12 | 8 | 4 |  |

| 28 |

| 2 | 18 | 8 | 6 |  |

| 30 | 5 |

| 2 | 16 | 6 | 5 |  |

| 25 | 5 |

| 2 | 15 | 7 | 4 | 2 |

| 25 | 5 |

| 2 | 15 | 8 | 4 |  |

| 22 | 8 |

| 3 | 13 | 9 | 3 |  |  |

| 22 | 8 |

| 2 | 14 | 11 | 2 |  |  |

| 22 | 9 |

### Fotnoter
1. 1 2  Per Andersson, Sveriges kommunindelning 1863-1993, Draking, 1993, ISBN 978-91-87784-05-7.[källa från Wikidata]
2. ↑  Folkmängd 31. 12. 1971 enligt indelningen 1. 1. 1972 (SOS) Del, 1. Kommuner och församlingar, SCB, 1972, ISBN 978-91-38-00209-4, läs online.[källa från Wikidata]
3. ↑  Per Andersson: Sveriges kommunindelning 1863–1993, Draking, Mjölby 1993, ISBN 91-87784-05-X, s. 90
4. ↑  ”Svenska Heraldiska Föreningens vapendatabas”. Arkiverad från originalet den 18 oktober 2012. https://web.archive.org/web/20121018011750/http://databas.heraldik.se/index.php. Läst 4 januari 2011.
5. ↑   (PDF) Folkräkningen den 31 december 1950, I, Areal och folkmängd inom särskilda förvaltningsområden m.m., Tätorter. Stockholm: Statistiska centralbyrån. 1952-05-19. sid. 108. Arkiverad från originalet den 1 oktober 2014. https://www.webcitation.org/6T09ZkyrB?url=http://www.scb.se/Grupp/Hitta_statistik/Historisk_statistik/_Dokument/SOS/Folkrakningen_1950_1.pdf. Läst 9 oktober 2014 Arkiverad 29 oktober 2013 hämtat från the Wayback Machine.
6. ↑  SCB Folkräkningen 1960 del 2 Arkiverad 24 september 2015 hämtat från the Wayback Machine. sida 42 i pdf:en

- Se kartdata överlagrat på OSM (Kartdata)